# 弱解
数学中, 微分方程的弱解或广义解是指对该方程中的微分可能不存在, 但是在某种精确定义的意义下满足该方程的解. 对于不同种类的微分方程, 弱解的定义性质也可能不同. 一类最重要的弱解基于广义函数的记号. 
由于大量用于描述现实世界中现象的微分方程并不具有足够的光滑的解, 从而求解此类方程只能使用弱形式. 即使在方程确实具有可微解的情况下, 首先证明弱解的存在性然后证明弱解足够光滑是方便的.

## 一个具体的例子
作为弱解的说明, 考虑一阶波动方程.
{\displaystyle {\frac {\partial u}{\partial t}}+{\frac {\partial u}{\partial x}}=0\quad \quad (1)}
(其中的记号请参阅偏导数)其中 u = u(t, x) 是两个实变量的函数. 假设 u 在欧式空间R2上连续可微 , 在方程的两侧同时乘以一个具紧支集的光滑函数 φ 并积分. 得到
{\displaystyle \int _{-\infty }^{\infty }\int _{-\infty }^{\infty }{\frac {\partial u}{\partial t}}(t,x)\varphi (t,x)\,\mathrm {d} t\mathrm {d} x+\int _{-\infty }^{\infty }\int _{-\infty }^{\infty }{\frac {\partial u}{\partial x}}(t,x)\varphi (t,x)\,\mathrm {d} t\mathrm {d} x=0.}
使用富比尼定理和分部积分, 该方程化为
{\displaystyle -\int _{-\infty }^{\infty }\int _{-\infty }^{\infty }u(t,x){\frac {\partial \varphi }{\partial t}}(t,x)\,\mathrm {d} t\mathrm {d} x-\int _{-\infty }^{\infty }\int _{-\infty }^{\infty }u(t,x){\frac {\partial \varphi }{\partial x}}(t,x)\,\mathrm {d} t\mathrm {d} x=0.\quad \quad (2)}
以上的陈述表明:如果 u 连续可微, 方程 (1) 蕴含方程 (2). 弱解概念的关键在于存在函数 u 对任何 φ 满足方程 (2), 而这样的 u 可能不可微, 从而不满足方程 (1). 该方程的一个简单的例子是  u(t, x) = |t − x| . (容易证明 u 满足方程 (2).) 方程 (2) 的解 u 被称作方程 (1) 的弱解.

## 更一般的情况
当求解关于u的偏微分方程时, 可以利用所谓的测试函数 φ, 使得方程中关于 u 的任意阶导数都转化为关于φ的分部积分. 用这样的方法, 可以得到原方程的不必可微的解.
上面的方法不只适用于波动方程. 事实上, 考虑在域Rn上的开集'W'内定义的线性微分算子
{\displaystyle P(x,\partial )u(x)=\sum a_{\alpha _{1},\alpha _{2},\dots ,\alpha _{n}}(x)\partial ^{\alpha _{1}}\partial ^{\alpha _{2}}\cdots \partial ^{\alpha _{n}}u(x)}
其中 (α1, α2, ..., αn) 是某有限集Nn上的多维下标变量, 并且系数 {\displaystyle a_{\alpha _{1},\alpha _{2},\dots ,\alpha _{n}}} 关于 x 足够光滑.

乘以紧支集上的光滑测试函数φ, 并作分部积分后, 微分方程 P(x, ∂)u(x) = 0 可以写作
{\displaystyle \int _{W}u(x)Q(x,\partial )\varphi (x)\,\mathrm {d} x=0}

其中微分算子 Q(x, ∂) 满足
{\displaystyle Q(x,\partial )\varphi (x)=\sum (-1)^{|\alpha |}\partial ^{\alpha _{1}}\partial ^{\alpha _{2}}\cdots \partial ^{\alpha _{n}}\left[a_{\alpha _{1},\alpha _{2},\dots ,\alpha _{n}}(x)\varphi (x)\right].}
其中
{\displaystyle (-1)^{|\alpha |}=(-1)^{\alpha _{1}+\alpha _{2}+\cdots +\alpha _{n}}}

总而言之, 如果原(强)问题是找到一个开集 W 上的|α'|阶可微函数 u, 使得
{\displaystyle P(x,\partial )u(x)=0{\mbox{ for all }}x\in W}
(所谓的强解), 那么可积函数 u 被称作弱解如果
{\displaystyle \int _{W}u(x)Q(x,\partial )\varphi (x)\,\mathrm {d} x=0}
对每个支集W上的光滑函数 φ均成立.